# Ophiocoma wendtii
Ophiocoma wendtii — вид офіур родини Ophiocomidae. Поширений на заході Атлантики від узбережжя Бразилії до Бермуд, та у Карибському морі. Живе на коралових рифах на глибині до 27 м.

## Опис
Істота має 5 довгих, тонких руки, що виходять із маленького дископодібного тіла. Розмах рук сягає 35 см. Хоча у тварини немає очей, вона може «бачити» світло завдяки світлочутливим клітинам (фоторецепторам), які покривають її тіло і пігментним клітинам (хроматофорам), які зміщуються протягом дня і провокують зміна кольору істоти від смугастого бежевого в нічний час до темно-червонувато-коричневого в денний час.